# Civljane
Civljane es un municipio de Croacia en el condado de Šibenik-Knin.

## Geografía
Se encuentra a una altitud de 408 m s. n. m. a 330 km de la capital nacional, Zagreb.

## Demografía
En el censo 2011 el total de población del municipio fue de 239 habitantes, distribuidos en las siguientes localidades:
- Cetina - 195
- Civljane - 44

| Gráfica de población de Civljane 1857-2011                          |
|                                                                     |
| Según los censos de población de la oficina estadística de Croacia. |